# Stanové pohoří
Stanové pohoří (rusky Становой хребет) je pohoří v jižní části ruského dálného východu. Je tvořeno několika hřebeny a má délku 700 km. Na západě přechází ve Stanovou vysočinu, od které ho odděluje řeka Oljokma; na východě se táhne téměř k Ochotskému moři. Vytváří rozvodí mezi Severním ledovým a Tichým oceánem.

## Geografie
Jako nejvyšší bod je často nesprávně uváděn Skalistyj Golec, přičemž vrcholů s tímto názvem je více a nejznámější z nich leží ve Stanové vysočině. Důvodem je skutečnost, že Stanové pohoří nebylo dlouho jednoznačně definováno a někdy se k němu počítalo i Jablonové pohoří (rusky Яблоновый хребет). I důvěryhodné zdroje se v informaci o nejvyšším bodu liší, podle mapy to je bezejmenná kóta 2 412 m v hřebeni Tokinskij stanovik v místě 55°56′23″ s. š., 130°29′48″ v. d.
Pohoří je charakteristické svými skalnatými plochými hřbety oddělenými podélnými údolími. Vrcholové partie jsou převážně ve výšce do 2 000 m. Jsou zde četné ledovce, ze kterých je napájena Lena.

## Geologie
Pohoří je tvořeno především břidlicemi, rulami a žulovými intruzemi.
Jsou zde naleziště zlata, lehkých kovů, železné rudy a slídy.

## Flora
Na úbočích se rozprostírá tajga. Hranice lesa je v nadmořské výšce 1 200 m a nad ní rostou zakrslé borovice nebo tu je alpinská tundra.

## Zajímavosti
Hřeben pohoří vymezoval mezi lety 1689 a 1859 hranici mezi Ruskem a Čínou.
Hřeben vytváří výrazný klimatický předěl mezi jihem a severem.